# Consort Kennels
Concort Kennels était une entreprise d'élevage de beagles à des fins d'expérimentation animale. Basée à Hereford au Royaume-Uni, elle fut contrainte de fermer après une campagne de dix mois effectuée par des activistes pour le droit des animaux. L'ensemble de ses 170 chiens furent vendus pour 300 £ chacun, parfois aux activistes eux-mêmes.